# Halle de Beaumont-de-Lomagne
La halle de Beaumont-de-Lomagne est un monument situé au centre de la ville du même nom dans le département de Tarn-et-Garonne. Elle accueille les marchés du samedi matin depuis le XIVe siècle.
Elle fait l’objet d’un classement au titre des monuments historiques depuis le 18 juin 1930.

## Histoire
Prévue dès la fondation de la bastide[réf. souhaitée] en 1278, n’a été construite qu’au XIVe siècle.

## Description
Il s'agit d'une halle carrée, de 36,40 m de côté dont la charpente est soutenue par 38 poteaux reposant sur des socles de pierre avec des dimensions différentes pour compenser la pente.  Son toit était surmonté d’un « donjon » dont la taille s’est progressivement réduite au fil des siècles.
La halle a nécessité de nombreuses réparations ou modifications du fait de l'usure du temps.  Le 27 mars 1647, le « donjon » s’effondra en occasionnant de grands dégâts.  Il fut remplacé par un clocheton, toujours existant aujourd'hui, dont la fonction était de marquer le contrôle de la ville sur cet édifice.

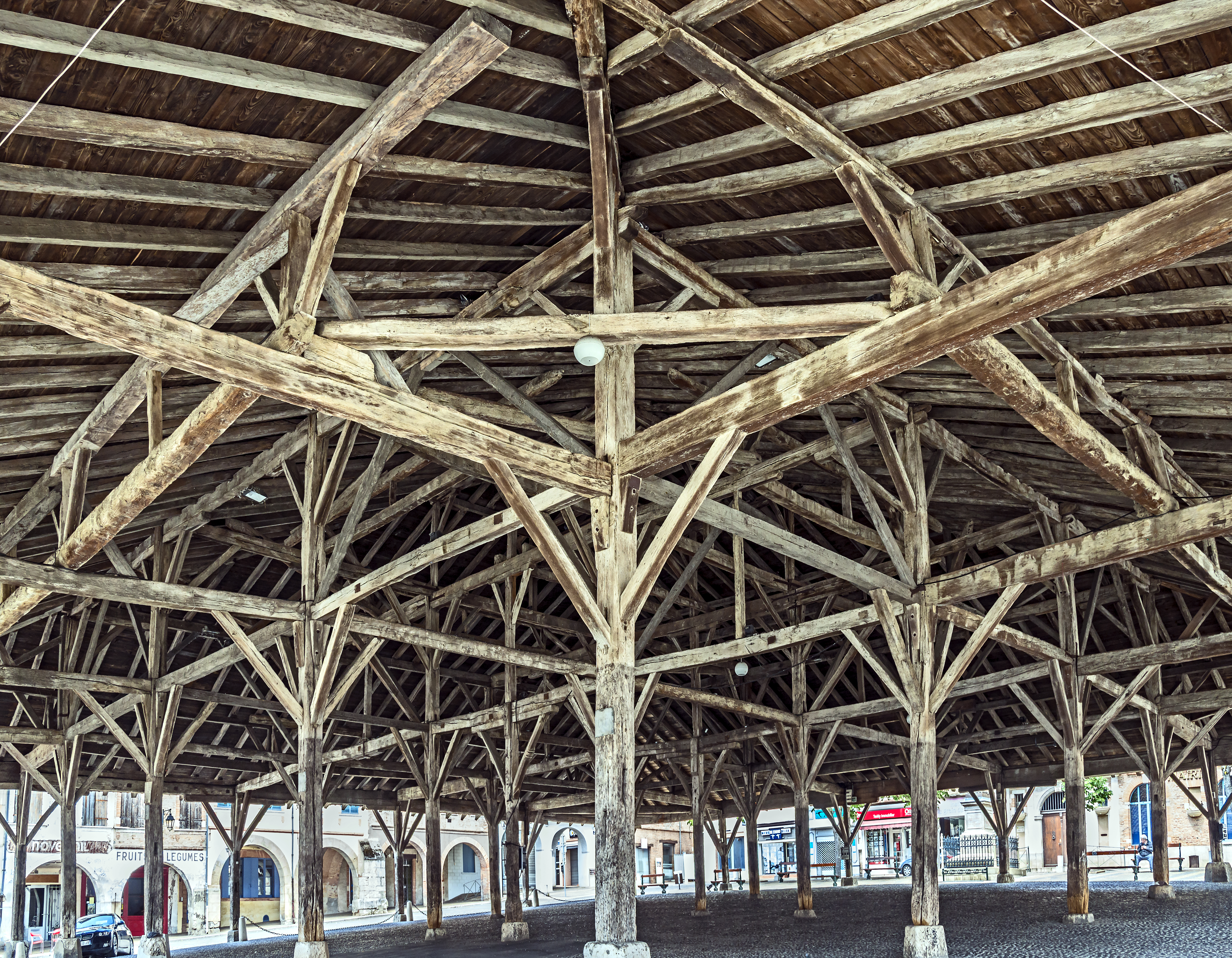
Vue de l'intérieur
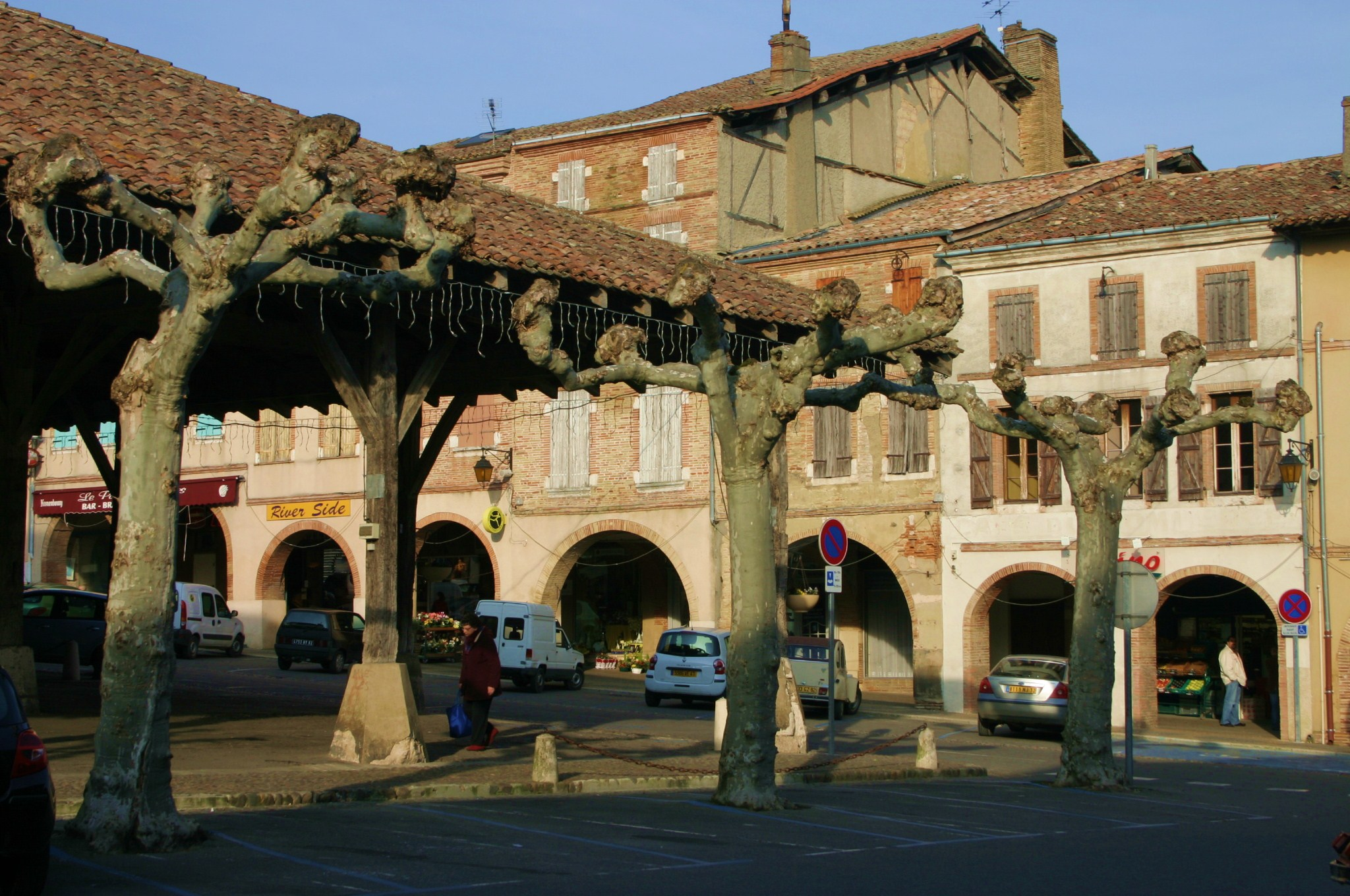
Un coin de la halle